# Oleosom

Budowa oleosomu:
A – oleozyny
B – monowarstwa fosfolipidowa
C – tłuszcze zapasowe

Oleosom, sferosom – specyficzne organellum występujące w komórkach roślinnych magazynujące tłuszcze, zwykle triacyloglicerole. Kropla tłuszczu otoczona błoną o połowę cieńszą niż błona komórkowa, składająca się z jednej warstwy białek i fosfolipidów, których końce hydrofilowe skierowane są w stronę cytozolu. Organella te występują w komórkach bielma albo liścieni nasion, a także w komórkach mezokarpu olejowca gwinejskiego oraz owocach awokado. W komórkach tkanek magazynujących tłuszcze może występować do kilkuset tysięcy oleosomów. Występują one również w komórkach mezofilu, gdzie stwierdza się od 1 do 15 sztuk na komórkę oraz w komórkach pyłku i tapetum pylników. Metodami inżynierii genetycznej doprowadzono do powstania oleosomów w komórkach grzybów z gatunku Yarrowia lipolytica.

## Budowa
W komórkach nasion oleosomy to kuliste struktury o średnicy 0,6–2,0 μm. W komórkach mezofilu średnica może wynosić od 1 do 18 μm. W liściach Sambucus nigra większe oleosomy stwierdzano w liściach pozostających w cieniu. W mezofilu pszenicy organella zawierały 50–60% triacylogliceroli i 15–40% estrów wosków. Kropla tłuszczu otoczona jest pojedynczą warstwą fosfolipidów oraz białek. Warstwa ta zapobiega zlewaniu się tłuszczu w jedną dużą kroplę. Ważną rolę w stabilizacji struktury oleosomów odgrywają oleozyny. Są to zasadowe białka o masie 15–26 kDa. Część białka zakotwiczona jest w monowarstwie fosfolipidowej a cześć hydrofilowa wystaje poza nią, tworząc zwartą okrywę całego organellum. Zniszczenie części tej okrywy poprzez trawienie trypsyną prowadzi do koalescencji oleosomów.

## Funkcje
Podstawową funkcją oleosomów jest magazynowanie materiałów zapasowych w postaci tłuszczów. Tłuszcze te są zużywane podczas kiełkowania rośliny poprzez włączenie w cykl glioksalanowy. Hydroliza triacylogliceroli możliwa jest dzięki obecności w błonie organellum lipaz. W części nasion, na przykład soi i orzecha ziemnego, lipaza jest aktywna w glioksysomach, z którymi oleosomy są zasocjowane podczas uruchamiania materiałów zapasowych. Prawdopodobnie także w komórkach mezofilu zmagazynowane tłuszcze stanowią magazyn produktów fotosyntezy. Nie stwierdza się jednak obecności oleosomów w mezofilu traw z anatomią Kranza. Istnieje także hipoteza, według której organelle te zapewniają przystosowanie do niskich temperatur. W komórkach mezofilu Diapensia lapponica stwierdzano obecność tylko jednej dużej kropli tłuszczu w cieplejszych miesiącach i wielu małych kropli w miesiącach zimnych.

## Biogeneza
Organella powstają w obrębie siateczki śródplazmatycznej. Do błon tej siateczki wprowadzane są oleozyny, co umożliwia rozciąganie warstwy granicznej. Lipidy gromadzone są w cytozolu i ulegają połączeniu z rejonami siateczki śródplazmatycznej wzbogaconej w stabilizujące białka.